# Belle-Dame (papillon)
Vanessa cardui
Pour les articles homonymes, voir Belle-Dame.
Espèce
Statut de conservation UICN

 LC  : Préoccupation mineure
La Belle-Dame ou Vanesse des chardons, Vanessa cardui, est une espèce de lépidoptères de la famille des Nymphalidae. Papillon migrateur, il possède une aire de répartition quasi-cosmopolite, c'est l'espèce diurne la plus répandue dans le monde.

## Description

### Imago
L'imago de la Belle-Dame est un papillon de taille moyenne à grande : la longueur de l'aile antérieure est en général comprise entre 27 et 34 mm.
Une grande partie du dessus des ailes consiste en un fond orange à rose saumon orné d'un réseau complexe de taches noires, à l'exception de la partie apicale des ailes antérieures qui est noire à taches blanches.
Le dessus des ailes postérieures présente une rangée de quatre à cinq points postdiscaux noirs.
Le revers des ailes postérieures est chamarré de beige et de blanc, avec des nervures blanches et cinq ocelles postdiscaux dont certains ont le centre gris-bleu.
Les deux sexes sont semblables.
Les individus en cours ou en fin de migration sont souvent reconnaissables à l'aspect délavé de leurs ailes, dû à l'altération des écailles qui les composent.

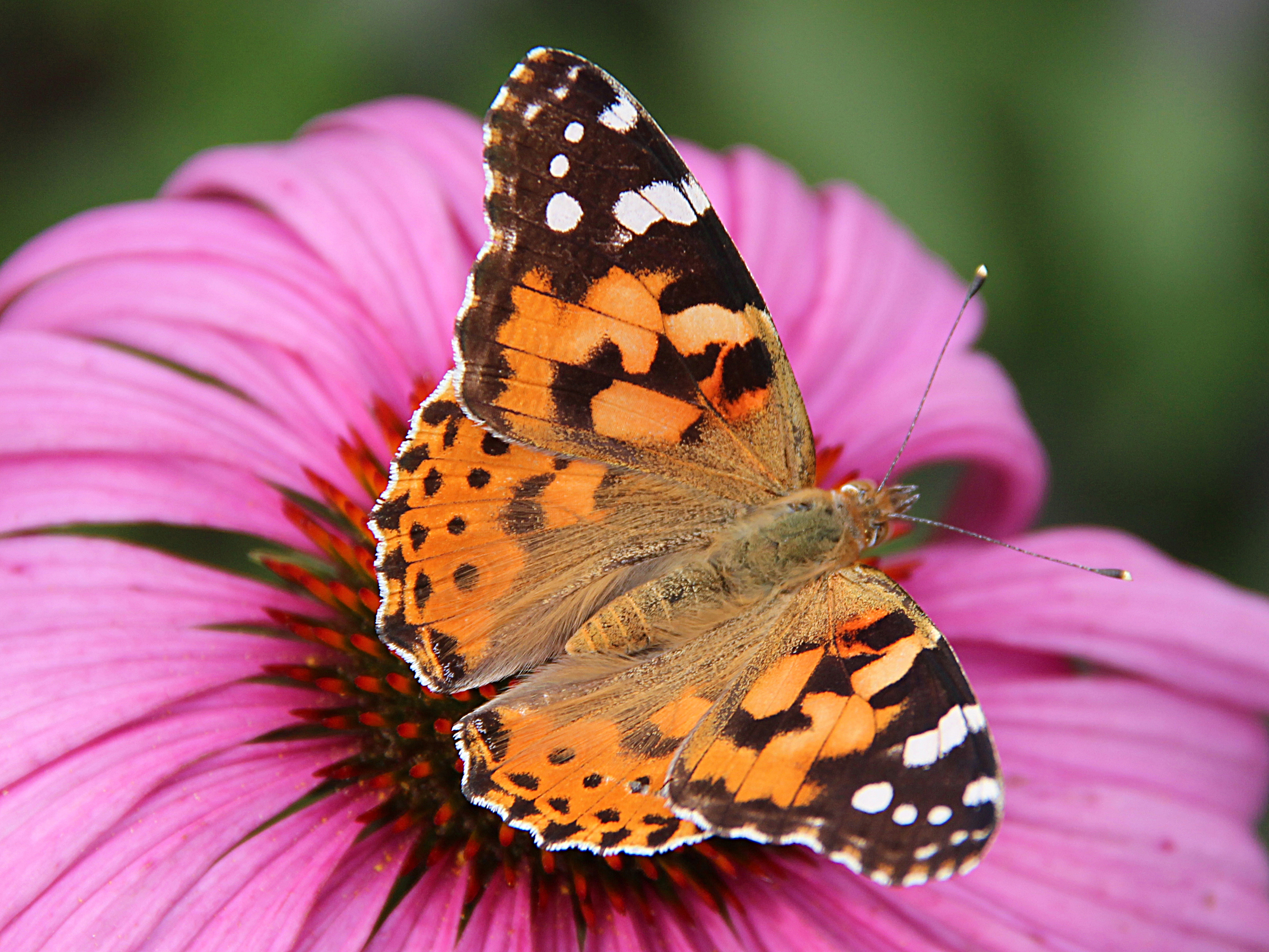
Face supérieure ou dorsale.
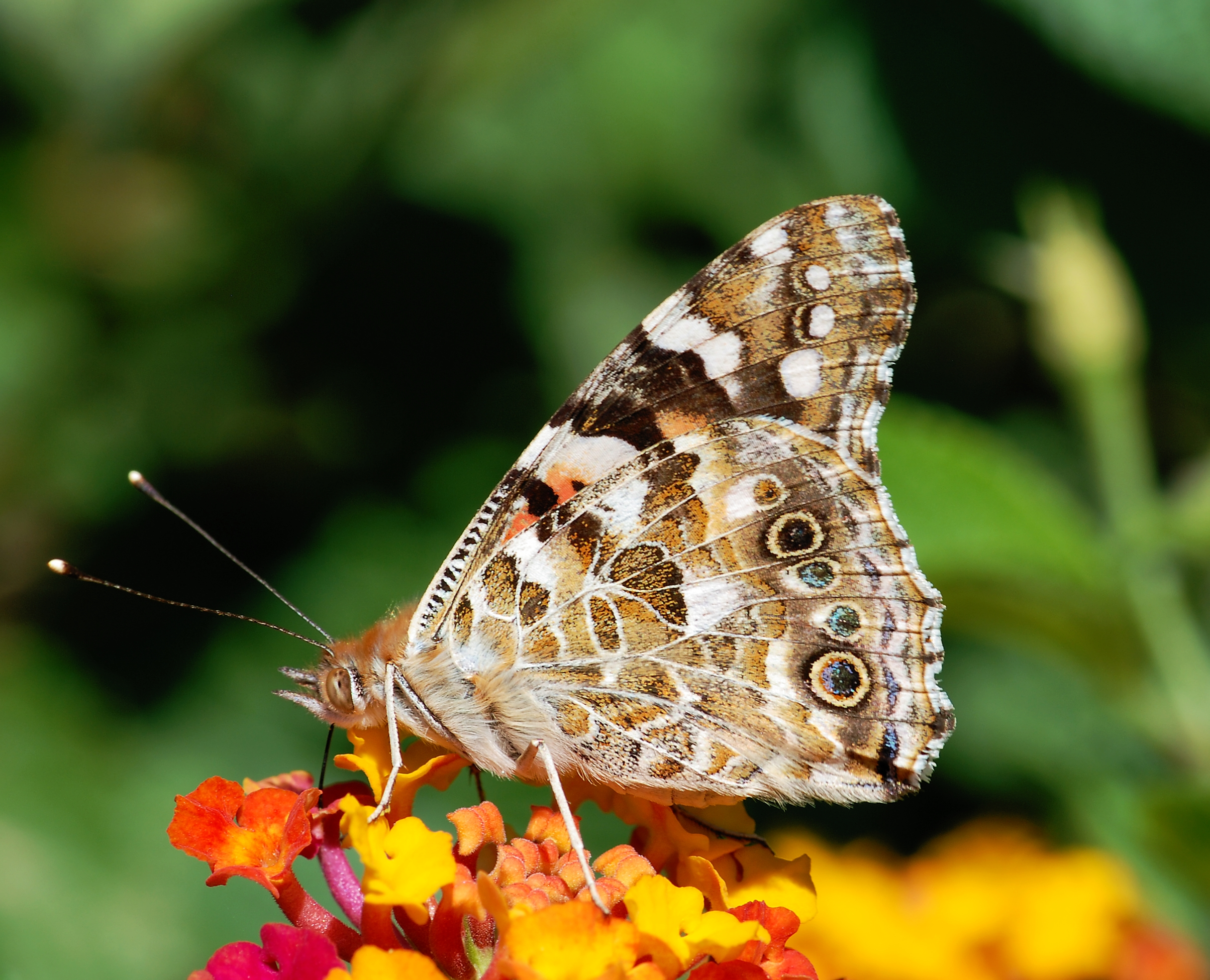
Face inférieure ou ventrale (revers).

### Œuf
Les œufs sont verdâtres et sphériques, et comportent 12 à 14 crêtes longitudinales. La femelle les dépose un à un sur la face supérieure des feuilles de la plante-hôte.

### Chenille
Les chenilles ont une tête noire, un front brun et cinq paires de fausses pattes brunes. Atteignant une taille de 32 mm à maturité, elles prennent un aspect variable selon le stade larvaire. La jeune larve possède un corps noir avec des épines ramifiées blanc-jaunâtre disposées sur des tubercules orangés. La larve mature possède un corps gris verdâtre avec des marbrures jaunes et/ou rousses et des épines ramifiées blanches à jaunâtres disposées sur des tubercules orangés.

Elles se rencontrent de mai à septembre en Europe et en Amérique du Nord, et d'octobre à mars en Afrique du Nord et au Mexique.

### Chrysalide
La chrysalide est anguleuse, de couleur gris beige avec des reflets dorés. Elle est ponctuée de points blanchâtres, orangés à dorés qui présentent un mimétisme pour se camoufler, ces points évoquant des gouttes de rosée sur une feuille morte. Deux rangées de petites épines courent sur son dos. Elle est attachée au support par un crémaster.

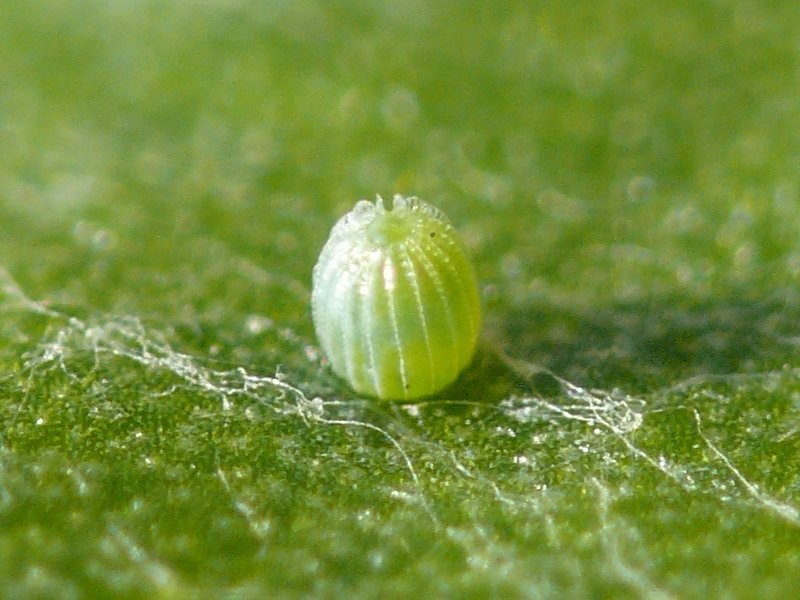
Œuf.
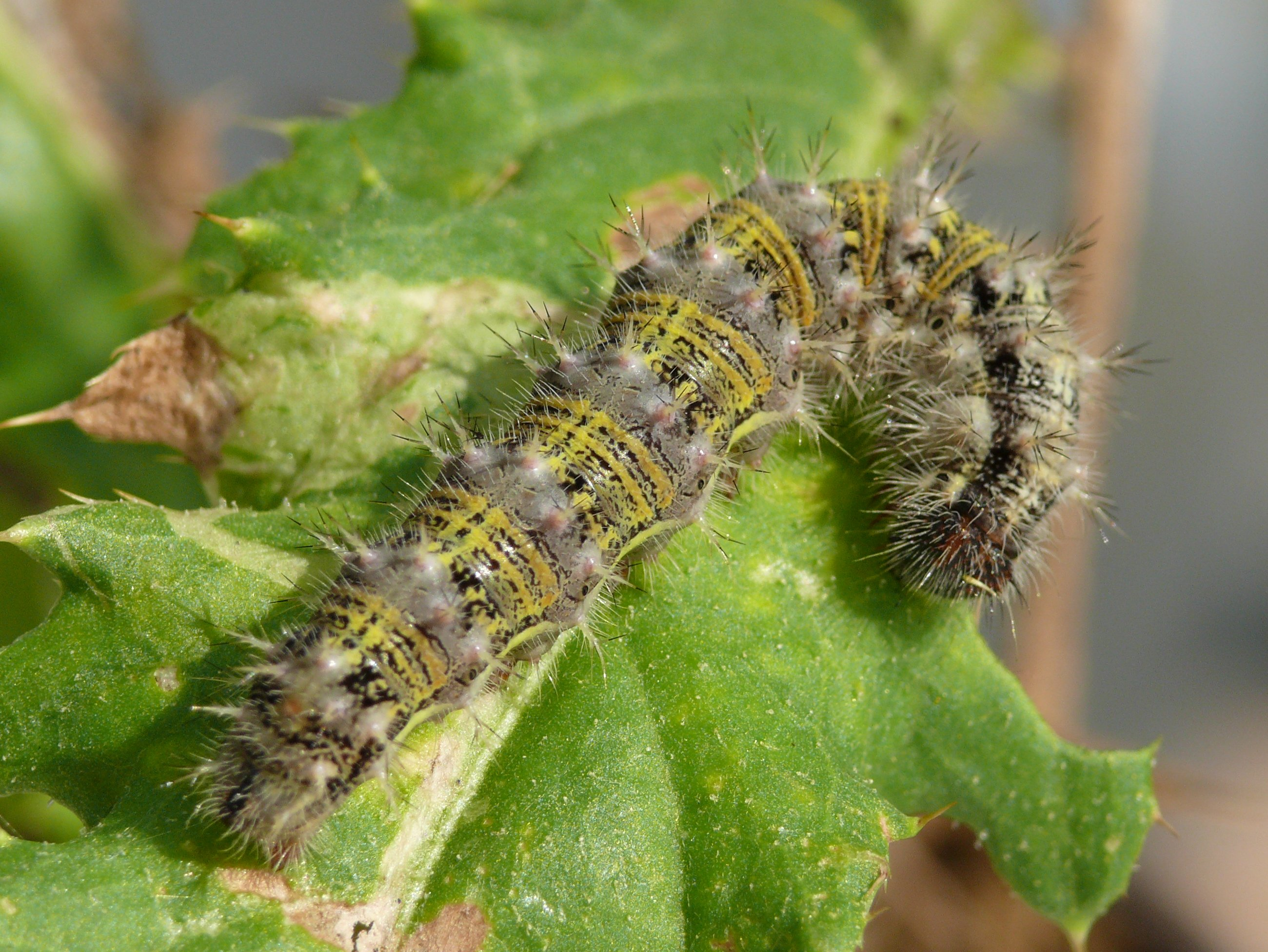
Chenille mature
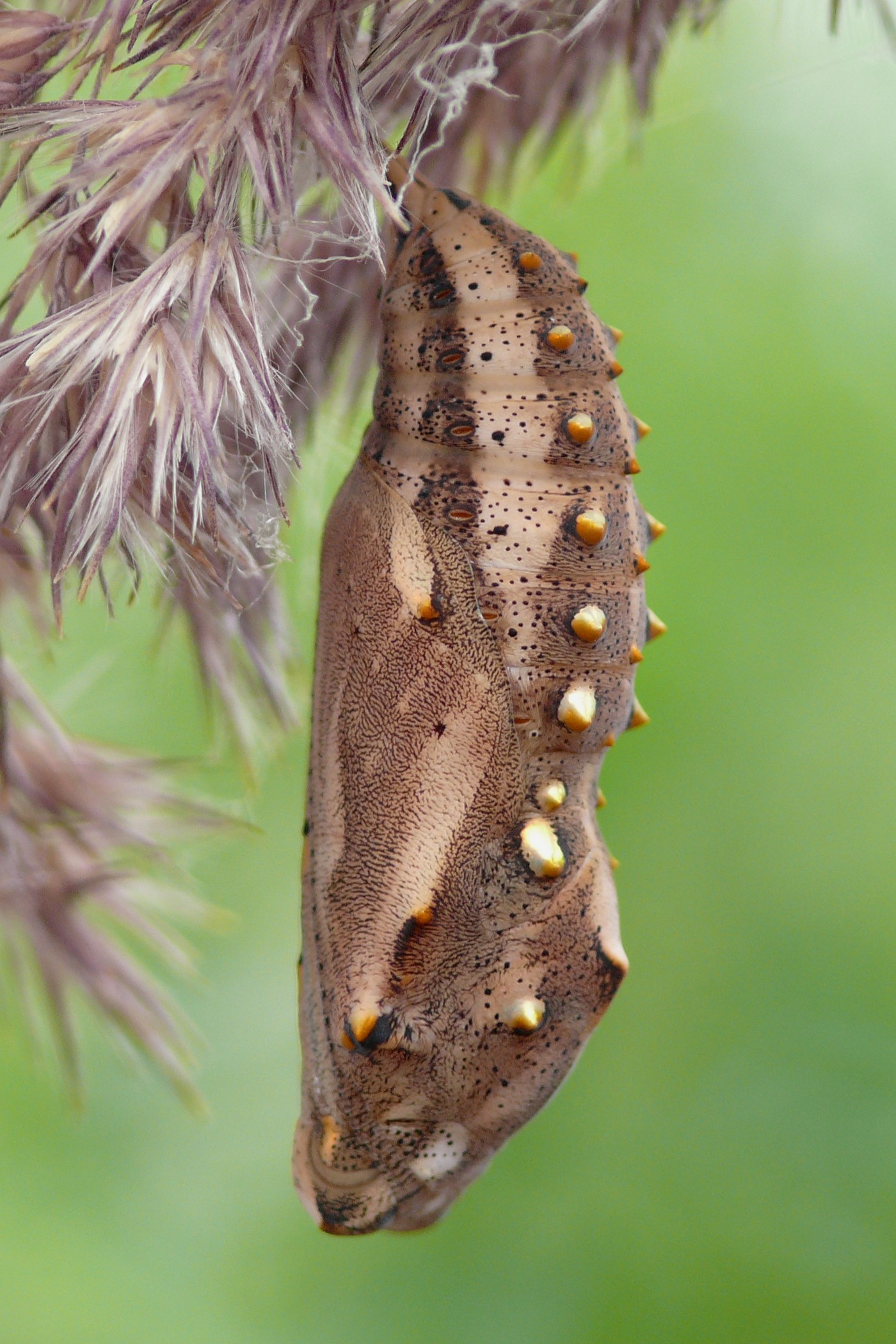
Chrysalide.

## Distribution
La Belle-Dame est le papillon à l'aire de distribution la plus large au monde : elle peut être observée sur tous les continents à l'exception de l'Antarctique et de l'Amérique du Sud,.
Elle est commune dans toute l'Afrique, l'Asie et l'Europe, mais son caractère migratoire fait qu’elle n'est résidente permanente que dans peu de lieux.
Elle est absente d'une grande partie de l'Océanie. En Australie et dans les îles proches, on trouve l'espèce voisine Vanessa kershawi.
En France métropolitaine, l'espèce n’est pas résidente permanente, mais est présente une partie de l’année (d’avril à octobre environ) en tant que migratrice, et peut être observée dans tous les départements,, en abondance très variable selon les années.
Aux Antilles, elle est rarement observée, et toujours comme migratrice.

## Biologie et écologie

### Comportement migratoire
La Belle-Dame est une espèce migratrice : elle est même considérée, parmi les papillons, comme le plus grand migrateur connu.
L’espèce hiverne en Afrique puis migre vers l'Europe centrale et du sud au printemps (d'avril à juin), atteignant des latitudes plus ou moins élevées selon les années. Elle se reproduit alors en Europe durant la saison chaude, accomplissant d’un à trois cycles reproductifs. À l’automne, les descendants des migrants de printemps meurent ou migrent à nouveau vers le sud. L’espèce reste donc absente d’Europe de novembre à février.
On retrouve une situation similaire en Amérique du Nord, où le papillon migre chaque printemps depuis le Mexique vers les États-Unis et jusqu'au nord du Canada,.
L’espèce est aussi reconnue comme étant migratrice en Asie (en Inde).[réf. souhaitée]

Carte des migrations de la Belle-Dame en Europe

Les papillons en migration se déplacent par groupes de quatre ou cinq et ont un vol rapide et puissant, qui peut atteindre une vitesse de 25 à 30 km/h. Ils peuvent couvrir près de 500 km en un jour, ne faisant que de rares pauses pour se nourrir sur les fleurs de chardon.
Exemples d’observations de migrations
- En juin 1949 est passé en Suisse un vol continu entre Berne, Berthoud, Langenthal, Zofingue, Aarau, Lenzbourg, Zurich, Gossau, Frauenfeld et le lac de Constance sur un front d’une largeur de 50 km[14].

- En juin 1996, selon une dépêche de l'AFP[réf. souhaitée], un million de Belles-Dames traversent la France, venues des bords de la Méditerranée, en direction de la Belgique, du Danemark et de la Norvège.

- La migration de 2009 en Europe, exceptionnelle par son ampleur, a été particulièrement documentée.
  - Le 12 mai 2009, une invasion migratoire de Belles-Dames, de l'ouest vers l'est, est observée sur la côte du bassin lémanique en Suisse romande pendant 3-4 heures, entre 15 h et 19 h. Cette migration est observée le lendemain dans la région de Romont (Canton de Fribourg), toujours en direction de l'est. Autres migrations massives : le 23 mai 2009, entre 9 et 11 heures sur le Joligletscher, au  Nord du Jolital (Canton du Valais), en direction du Nord ; les premier et deux juin 2009 sur les côtes des Pyrénées orientales, où passèrent des milliers de papillons dont beaucoup malheureusement finirent sur les pare-chocs ou pare-brises.[réf. souhaitée]
  - Un comptage a été réalisé sur 3 jours du 30 mai au 1er juin 2009 sur la commune de Voulon dans le département de la Vienne dans l'ouest de la France. Les papillons migrent du sud vers le nord ; ils ont été inventoriés sur un intervalle de 25 m de large, orienté est-ouest. Les Belles-Dames volent surtout lorsque le soleil est suffisamment haut, environ 3 heures après son lever et 3 heures avant son coucher. Durant cet intervalle de temps, on a pu observer une moyenne de 8 Belles-Dames passant chaque minute entre les deux repères délimitant cet intervalle. En 3 jours, sur cet étroit passage, il est donc passé environ 12 000 Belles-Dames[15].
  - Une étude plus globale, réalisée à partir du radar de la station du Centre de recherches agricoles de Rothamsted au nord de Londres et appuyée par les observations d’environ 10 000 amateurs britanniques, a permis d’évaluer l'ampleur de cette migration[16]. Ces travaux ont conclu qu’environ 11 millions de Belles-Dames avaient atteint la Grande-Bretagne cette année-là, et qu’environ 29 millions de leurs descendants avaient quitté les îles Britanniques à la fin de l’été en direction du continent européen[17].

- En mars 2019, une migration de grande ampleur est remarquée dans le Sud de la Californie. Cette explosion des populations est attribuée à un hiver pluvieux dans les déserts où les Belles-Dames passent l'hiver[18].

- Toujours en mars 2019, des millions de papillons sont repérés en Israël, du Carmel au Négev, lors de ce qui pourrait être la plus grosse migration jamais observée dans ce pays[19].

- En 2024, une étude publiée par le CSIC, documente une migration de cette espèce de papillon depuis l'Afrique de l'ouest jusqu'en Guyane française, soit un trajet d'environ 4 200 km. Ces papillons, dont le développement se déroule probablement en Europe occidentale, migrent vers l'Afrique de l'ouest pour y trouver des fleurs dont ils se nourrissent (parmi lesquelles Guiera senegalensis), puis poursuivent leur route, aidés par les alizés, vers le continent sud-américain[20],[21].

### Voltinisme
La Belle-Dame est polyvoltine : elle vole toute l'année sans diapause, puisqu’elle change de domaine de résidence.
En Europe et en Amérique du Nord, suivant le lieu où elle réside, elle produit d'une à trois générations annuelles, dont la dernière migre vers le sud.
Dans ses quartiers d’hiver au Mexique ou Afrique du Nord, l'espèce peut produire jusqu'à quatre[réf. souhaitée] générations avant de repartir vers le nord.
Le trajet peut parfois s'effectuer sur deux générations.

### Biotopes
La Belle-Dame affectionne les lieux découverts et tous les lieux comportant des chardons ou autres plantes-hôtes.

### Plantes-hôtes

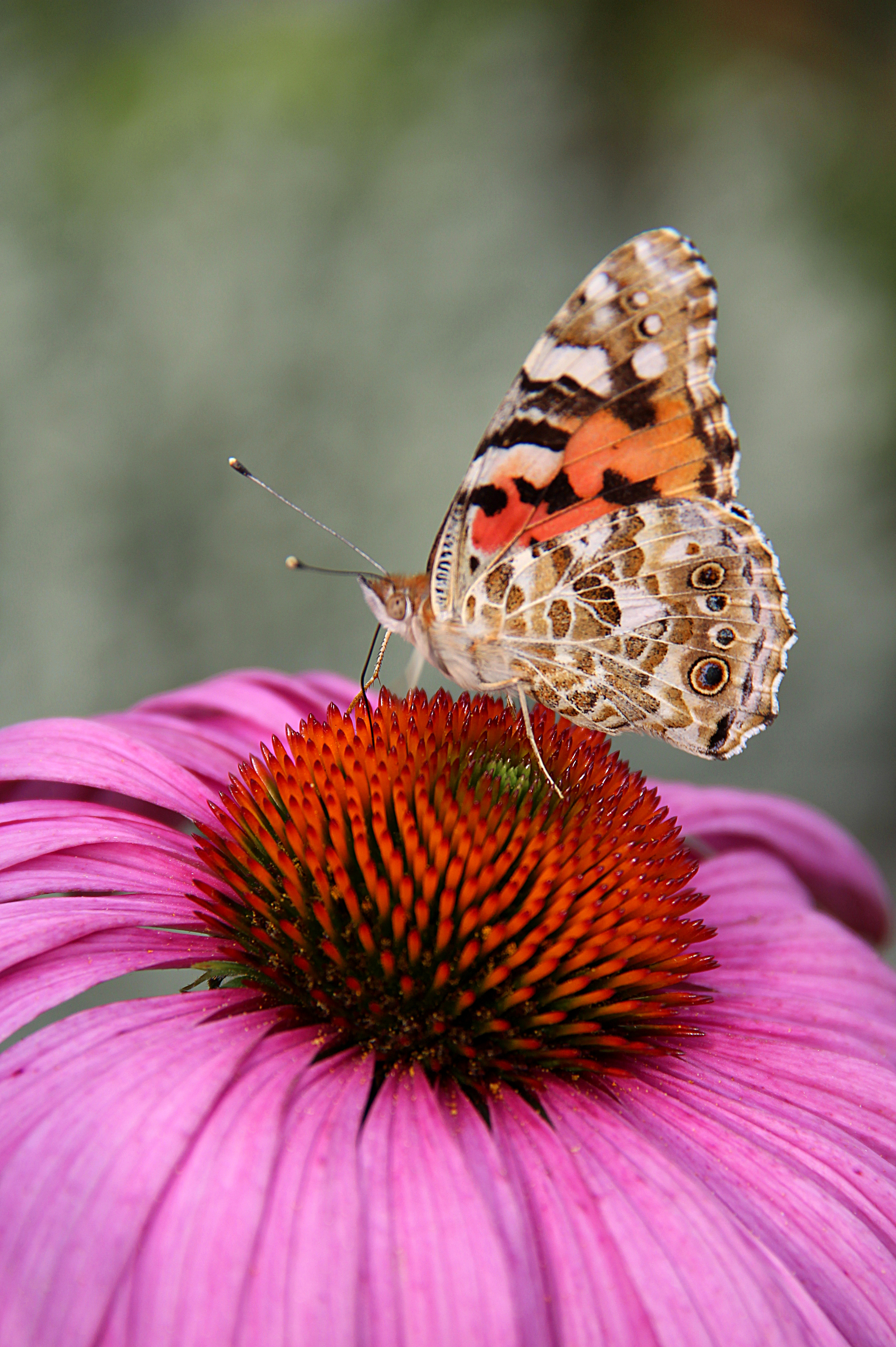
Belle-Dame butinant une échinacée pourpre

Les plantes-hôtes sont variées : grande ortie, chardons (ce qui lui vaut son nom vernaculaire de Vanesse du chardon, et son épithète spécifique cardui, du genre de chardon Carduus), mauve sauvage, tussilage, bardane, artichaut, lavande.

## Systématique
L'espèce Vanessa cardui a été décrite par le naturaliste suédois Carl von Linné en 1758 sous le nom initial de Papilio cardui.
La localité type est la Suède.

### Synonymie
- Papilio cardui Linné, 1758 — protonyme
- Cynthia cardui (Linné, 1758)
- Papilio belladonna Linné, 1758
- Papilio carduelis Cramer, 1775 [25]
- Vanessa elymi Rambur, 1829 [25]

### Taxonomie
En tant que membre du genre Vanessa, la Belle-Dame fait partie de la famille des Nymphalidae, de la sous-famille des Nymphalinae et de la tribu des Nymphalini.
Elle est donc assez étroitement apparentée à d'autres vanesses bien connues du grand public européen, telles que le Vulcain, le Paon du jour et la Petite tortue.
Sa plus proche parente, Vanessa kershawi, est principalement présente en Australie, d'où Vanessa cardui est presque absente. V. kershawi a parfois été traitée comme une sous-espèce de V. cardui, mais est aujourd'hui le plus souvent considérée comme une espèce distincte.
Vanessa cardui au sens strict n'a pas de sous-espèce particulière, ce qui peut s'expliquer par son fort comportement migratoire.

## Noms vernaculaires
- en français : la Belle-Dame, la Vanesse des chardons (ou du chardon), ou (au Canada) la Vanesse de l'artichaut[26]
- en anglais : painted lady
- en allemand : Distelfalter
- en néerlandais : distelvlinder
- en suédois : Tistelfjäril
- en espagnol : vanesa de los cardos ou bella dama
- en italien : vanessa del cardo
- en polonais : Rusałka osetnik

## La Belle-Dame et l'humain

### Protection
La Belle-Dame n'a pas de statut de protection spécifique en France, ni ailleurs.

### Philatélie
La Belle-dame figure sur des timbres-poste de la Hongrie, des îles Féroé (2010) et de l'Arabie saoudite (20 août 2007).

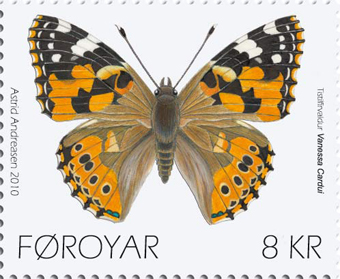
Timbre des îles Féroé.

### Filmographie
- Migrations secrètes – Le papillon belle-dame, documentaire d'Alexis de Favitski, 2019, 43 minutes.